# Gai Servili Tuca
Gai Servili Tuca (llatí: Gaius Servilius Tucca) va ser un magistrat romà dels segles IV i III aC. Formava part de la gens Servília, una antiga família romana.
Va ser elegit cònsol l'any 284 aC juntament amb Luci Cecili Metel Dentre, segons els Fasti.